# Mendel Levin Nathanson

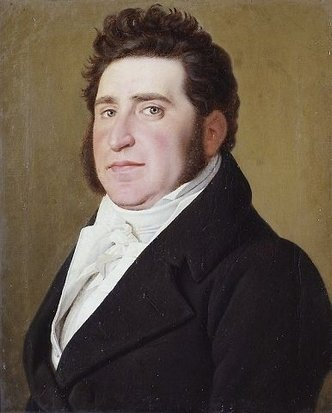
Eckersberg: Mendel Levin Nathanson 1819

Mendel Levin Nathanson (* 20. November 1780 in Altona; † 6. Oktober 1868 in Kopenhagen) war ein dänischer Kaufmann und Autor.

## Wirken als Kaufmann

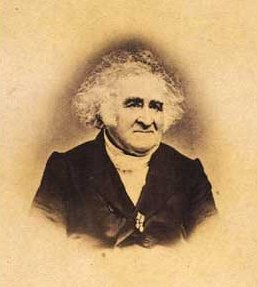
Rudolph Striegler: Mendel Levin Nathanson 1861

Mendel Levin Nathanson kam aus einer jüdischen Familie. Mitglieder der Familie lebten seit seinem Ururgroßvater Nathan Mendel Leidesdorf († 1710 in Altona) in Altona. Sein Vater Levin Nathan (Leidesdorf) († Januar 1833 in Altona) war ein Kaufmann und verheiratete mit Hitzelia (Hizla) Meyer (* 1752; † 1. April 1834). Sie war eine Tochter des Kopenhagener Kaufmanns Amsel Jacob Meyer (um 1728–1798) und dessen erster Ehefrau Brendel Meyer, die 1763 starb. In zweiter Ehe heiratete er deren Schwester Hitzelia (um 1746–1819).
Nathanson erhielt, wie viele jüdische Kinder, nahezu keine Bildung. Er erhielt einige Hebräischkenntnisse, lernte nahezu nicht die deutsche Sprache und besuchte lediglich eine christliche Abendschule, die ihm die einzige Möglichkeit bot, Menschen jenseits des beengten jüdischen Kleinbürgertums kennenzulernen. Im Alter von zwölf Jahren reiste er mit seiner Großmutter nach Kopenhagen, wo er Dänisch, Französisch und Deutsch lernte. Als 15-Jähriger erhielt er bei der von seinem Großvater geführten A. J. Meyer & Sohn eine Stelle als Buchmacher. Angeleitet von seinem Onkel David Amsel Meyer (1755–1813) der ein Großkaufmann und Finanzberater des dänischen Königs war, lernte er den Beruf des Kaufmanns. Sein Onkel verhalf ihm 1798 zur Selbstständigkeit als Manufakturwarenhändler en gros.
Als erster Kopenhagener Händler mied Nathanson den üblichen Zwischenhandel über Hamburg. Stattdessen kontaktierte er englische Produzenten selbst. Obwohl der englischen Sprache zunächst nicht mächtig, reiste er ab 1798 wiederholt dorthin. So lernte er das liberale englische Wirtschaftssystem besser als andere Dänen kennen. Er übernahm zudem englische Wirtschaftstheorien und bewunderte das politische System Englands lebenslang. Er fand auch Zugang zur englischen Kultur und stand in Kontakt mit englischen Schriftstellern und Künstlern.
1799 gründete Nathanson mit seinem Vetter und Schwager Meyer Moses Meyer das Unternehmen Meyer & Nathanson. 1806 erhielt er von seinem Onkel Anteile an dem großen Handelsunternehmen Meyer & Trier. In den folgenden, wirtschaftlich positiven Jahren, erzielte er hohe Einnahmen. 1809 verdiente er 12.000 Reichstaler. Da er selbst die Bedeutung von Sprachkenntnissen und Bildung zu schätzen gelernt hatte, versuchte er, den Juden aus der kulturellen und gesellschaftlichen Isolation zu helfen. 1805 initiierte er maßgeblich die neue Freischule für jüdische Knaben in Kopenhagen (Friskole for Drengebørn af den mosaiske Tro). 1810 half er auch, die für jüdische Schülerinnen gedachte Carolinenschule zu gründen. Er gehörte den Direktion beider Einrichtungen an und spendete während seiner erfolgreichen Zeit große Summen.
Nathanson unterstützte Jungen, deren Eltern sie eigentlich im Kleinhandel beschäftigen wollten, Arbeitsstellen im Handwerk und anderen Sparten zu finden. Mitunter half er ihnen finanziell während ihrer Lehrzeit und verfolgte aufmerksam ihren weiteren Werdegang.
Im Jahr 1806 setzte die Regierung eine Kommission ein, die die Finanzen der Jüdischen Gemeinde Kopenhagens neu aufstellte. Nathanson hatte daran entscheidenden Anteil. Trotz einiger Widerstände und seines jungen Alters wurde er ein angesehenes Gemeindemitglied. 1808 gratulierte er in Namen der Deputation der Gemeinde Friedrich VI. zur Thronbesteigung. Auf Nathansons Initiative hin wurde 1810 das jüdische Begräbniswesen und 1817 der Gottesdienst im Sinne des Reformjudentums umgestaltet. Er hatte Andachtsübungen eingeführt, die dänischsprachige Predigten und gesungene Psalmen umfassten. Im Rahmen der Reform fanden Teile hiervon Eingang in die Gemeindeordnung.
Nathanson entwickelte sich zur einflussreichsten Person des 19. Jahrhunderts, die sich für die Assimilation der Juden einsetzte. Er beriet bei der Gesetzgebung, die Juden 1814 zu gleichberechtigten Bürgern Dänemarks machte. Er selbst sah sich zunehmend als Däne und beschäftigte sich mit der Literatur und bildenden Kunst des Landes. In seinem Haus empfing er bedeutende Künstler und Schriftsteller. Er half viele Jahre Jens Immanuel Baggesen und Hartwig Wessely und wurde ein Gönner von Henrik Hertz. Den Malern Christian August Lorentzen und Christoffer Wilhelm Eckersberg vermittelte er wichtige Aufträge. Auch mit dem Komponisten Friedrich Kuhlau war er eng befreundet.

## Wirken als Nationalökonom und Redakteur
Nathansons erfolgreiche Zeit als Kaufmann endete aufgrund der Napoleonischen Kriege. Zusammen mit David Amsel Meyer, dem er nahezu kindliche Ehrfurcht und Dankbarkeit entgegenbrachte, tätigte er auf Kosten des Staates große und äußerst problematische Geldgeschäfte, mit denen er den Kurs der dänischen Krone sichern wollte. Dies tat er auch nach Meyers Tod bis Kriegsende. Die Spekulationsgeschäfte mit Papiergeld nahmen ständig zu und führten zum Zusammenbruch seines Handelshauses. Aufgrund starker Kursänderungen in den Jahren 1819/20 konnte er im Ende Juli 1820 nicht mehr zahlen. Er hatte Verbindlichkeiten in Höhe von 5 Millionen Kronen, denen Sicherheiten von 30 Prozent entgegenstanden. Während die Ansprüche von Staatskasse und Nationalbank bedient werden konnten, mussten viele Altonaer und Hamburger Kaufleute, insbesondere der Vater des Pädagogen Anton Rée, große Verluste hinnehmen. Nathansons Insolvenz brachte Probleme für die grundsätzliche Kreditwürdigkeit dänischer Unternehmen mit sich. Eine Wiederaufnahme der Geschäfte endete 1831 mit einem zweiten Konkurs. Danach wurde sein Unternehmen final liquidiert.
Nach dem Ende der praktischen Tätigkeit als Hauptmann befasste sich Nathanson mit der Wirtschaftspolitik. Er verfügte über einen klaren Verstand, kaufmännische Erfahrungen und hatte gute Kontakte zu hohen Stellen, die ihm zu den benötigten Daten und Informationen verhalfen. Nach einigen kleineren Beiträgen, so 1816 ein Buch über seinen Onkel, verfasste er einleitende Kommentare zu handelsstatistischen Tabellen. Von 1832 bis 1834 erarbeitete er ein drei Bände umfassendes Werk über den dänischen Handel, Schifffahrt, das Geld- und Finanzwesen. 1836 gab er sein Hauptwerk heraus, in dem er den dänischen Staatshaushalt von der Ära Friedrich IV. bis zur Gegenwart historisch-statistisch beschrieb.
Nathanson fand für seine Bücher interessierte Leser, erfuhr jedoch auch harte Kritik von Experten. C. N. David urteilte, dass Nathanson die Zeit unter Friedrich VI. zu positiv beschrieben habe. Der Politiker Anders Sandøe Ørsted verurteilte Nathansons Kritik an Ernst Heinrich von Schimmelmann und weiteren Politikern während des Staatsbankrottes 1813. Nathanson äußerte sich hierzu 1857 mit einer Streitschrift über Börsen-Operationen und Kursverläufe.
Nathanson kannte die Wirtschaftstheorien seiner Zeit, schrieb selbst jedoch wenig klar und systematisch. Als Quellen zur Wirtschaftsgeschichte sind sie jedoch wichtig, da historische Verhandlungen und Abläufe mit Nathansons Beteiligung behandeln und in den Kapiteln statistische Daten genannt sind, die anderweitig nur schwer zu ermitteln sind.
Aufgrund seiner schriftstellerischen Arbeiten bot die Regierung Nathanson 1838 den Redakteursposten von „Berlingske Tidende“ an. Als solcher war er zwanzig Jahre tätig. Die Regierung gab ihm eine gesamtstaatliche Ausrichtung vor, die er einzuhalten hatte. Nathanson formulierte selbst keine flüssigen Texte, modernisierte die Zeitung, die anfangs mit einer Auflage von 1400 Stück erschien, trotzdem. In dem Blatt gab er wirtschaftlichen Themen erstmals öffentlich breiten Raum und lobte immer dänische Butter und Fett als natürliche Reichtümer Dänemarks.

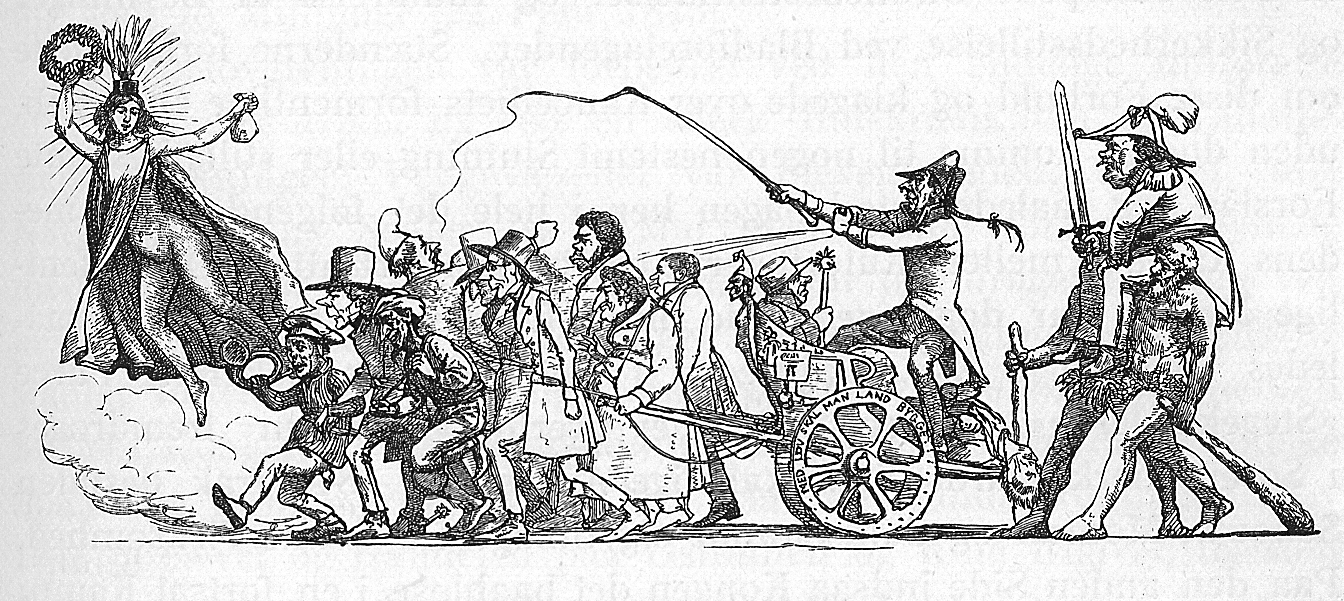
Nathanson 1843 in einer Karikatur der dänischen Zensur von Wilhelm Marstrand

Nathanson verstand es gut, sein Blatt vielfältig zu gestalten. Ab 1844 veröffentlichte er daher neben dem nachmittäglichen Hauptblatt eine zusätzliche Morgenausgabe. Es war ihm wichtig, viele Kulturnachrichten und Lesestoff anzubieten, was großen Anteil an der stetig steigenden Auflage hatte. Somit entwickelte sich das Blatt zur führenden Zeitung Dänemarks, das aber nie die öffentliche Meinung beeinflussen wollte. Als Nathanson Ende 1858 die Redaktion verließ, betrug der Absatz von Früh- und Spätausgabe jeweils 10.000 Stück. Im April 1865 folgte er einem erneuten Ruf in die Redaktion. Aufgrund seines hohen Alters ging er jedoch bereit im Januar des Folgejahres in den endgültigen Ruhestand.
Nathanson wurde 1855 zum Ritter vom Dannebrog, 1859 zum Dannebrogsmann und 1860 zum Etatsrat ernannt.

## Familie

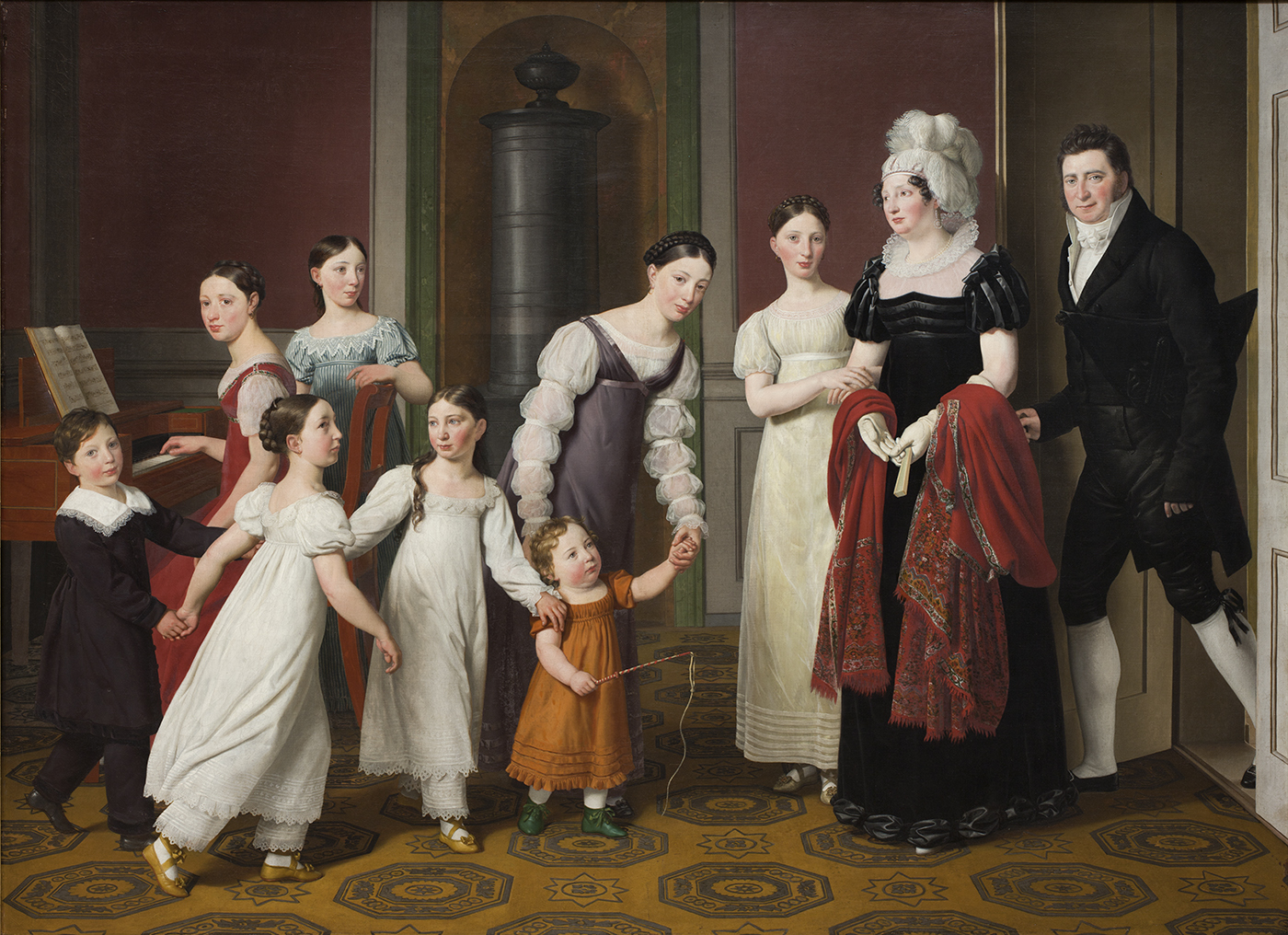
Christoffer Wilhelm Eckersberg: Die Familie Nathanson im Jahr 1818

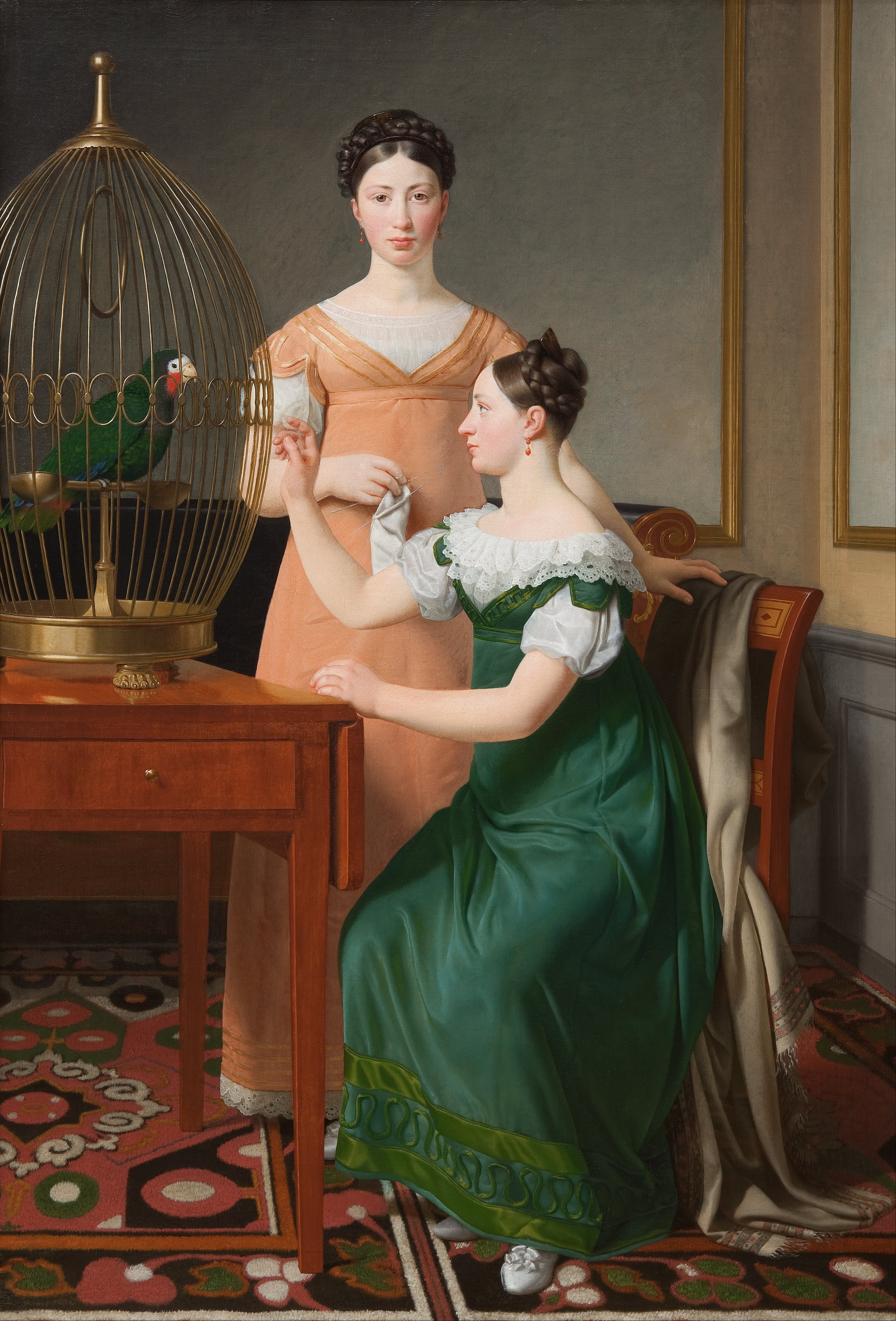
Christoffer Wilhelm Eckersberg: Mendel Levin Nathansons ältere Töchter Bella und Hanna 1820. Öl auf Leinwand, 125 × 85,5 cm.

Am 28. Oktober 1799 heiratete Nathanson in Kopenhagen Esther Herfort (* 18. Dezember 1777 in Kopenhagen; † 1. Januar 1849 ebenda). Sie war eine Tochter des Kaufmanns Jacob Levin Hertfort († 1792) und dessen Ehefrau Leo (Rose), geborene Hertz (1741–1826).
Das Ehepaar Nathanson hatte sechs Töchter und drei Söhne. Nahezu alle Kinder ließen sich taufen, konvertierten zum lutherischen Glauben und wählten den Familiennamen Nansen. Zwei seiner drei Söhne wurden Pastoren. Die Familienbilder von Christoffer Wilhelm Eckersberg befinden sich in der Sammlung des Statens Museum for Kunst in Kopenhagen. Nathanson war ein persönlicher Förderer Eckersbergs und finanzierte beispielsweise dessen Studien bei Jacques-Louis David in Paris. Später bestellte er bei Eckersberg mehrere Gemälde, als dieser in Rom lebte.